# Europäische Stadt der Bäume

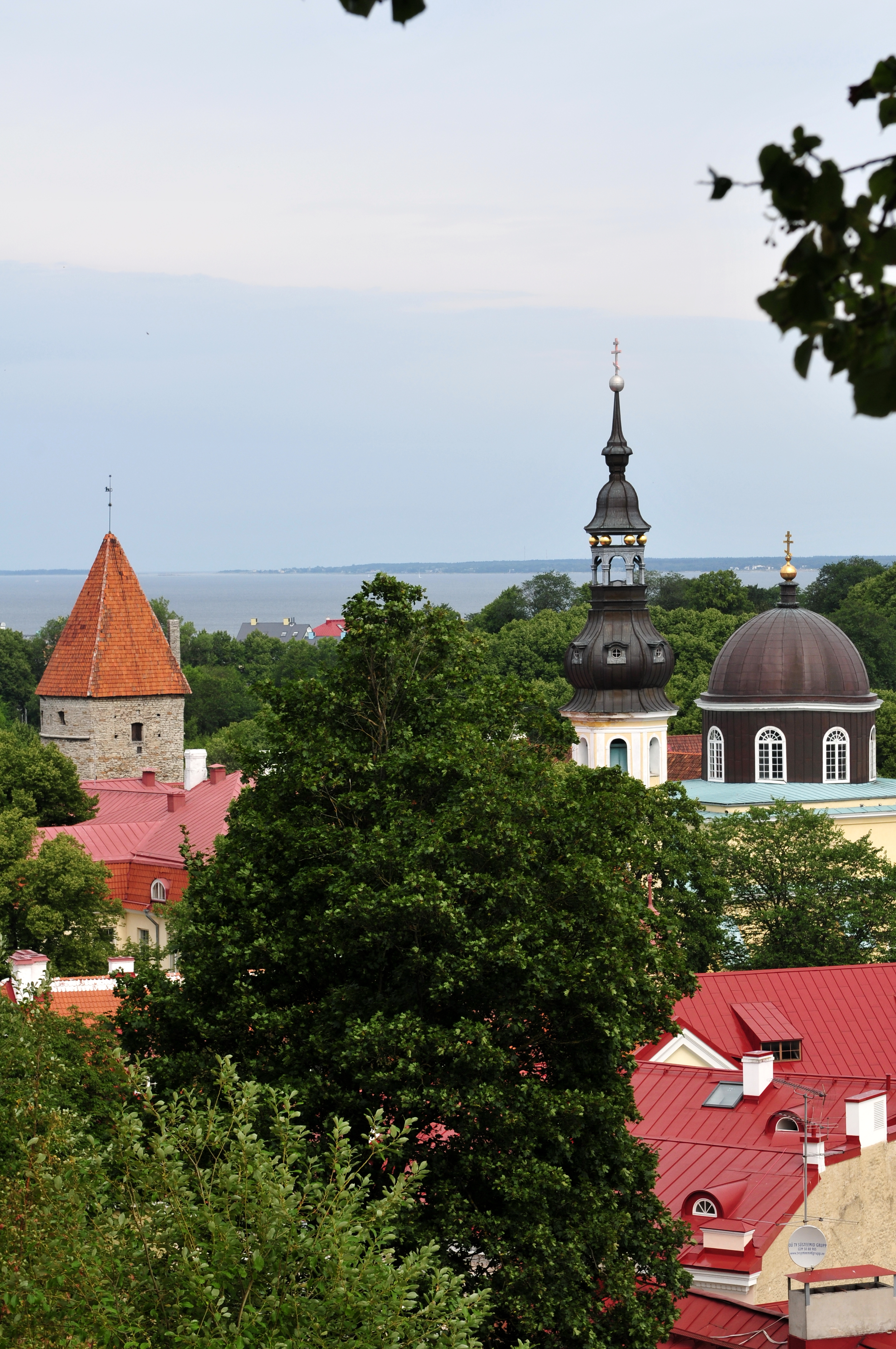
Tallinn war 2015 die Europäische Stadt der Bäume

Europäische Stadt der Bäume (englisch: European City of the Tree = ECOT-Award) ist der Titel und die Auszeichnung des Europäischen Baumpflegerats (EAC). Der Preis wird seit 2007 jährlich vom EAC an eine europäische Stadt vergeben, die für die Pflege der Bäume in ihrem Stadtgebiet besondere Leistungen erbracht und umgesetzt hat.

## Jury
Die internationale Jury für die Vergabe des Preise besteht aus:
- Jan Goevert[1] - Deutschland
- Egbert Roozen[2] - Niederlande
- Jochum Bax[3] - Spanien
- Harold Schoenmakers[4] - Niederlande
- Aki Mannistö - Finnland

## Unterstützer
Die Vergabe des Preises wird unterstützt von:
- den Organisatoren des Wettbewerbs "Europäischer Baum des Jahres"[5] und deren Partner
- von den Organisationen der EPA (Environmental Partnership Association[6]
- Patzer-Verlag[7], Berlin

## Preisträger und Verleihung
den Preis Europäische Stadt der Bäume erhielten:
- 2007: Valencia, Spanien
- 2008: Turin, Italien
- 2009: Malmö, Schweden
- 2010: Prag, Tschechien
- 2011: Turku, Finnland
- 2012: Amsterdam, Niederlande
- 2013: Krakau, Polen
- 2014: Frankfurt am Main, Deutschland[8]
- 2015: Tallinn, Estland
- 2016: Winterthur, Schweiz
- 2017: Trnava, Slowakei
- 2018: Apeldoorn, Niederlande[9]
- 2019: Moskau, Russland[10]
- 2021: Wien, Österreich[11]
- 2022: Meran, Italien
- 2023: Antwerpen, Belgien
- 2024: Varaždin, Kroatien
- 2025: Hamburg, Deutschland

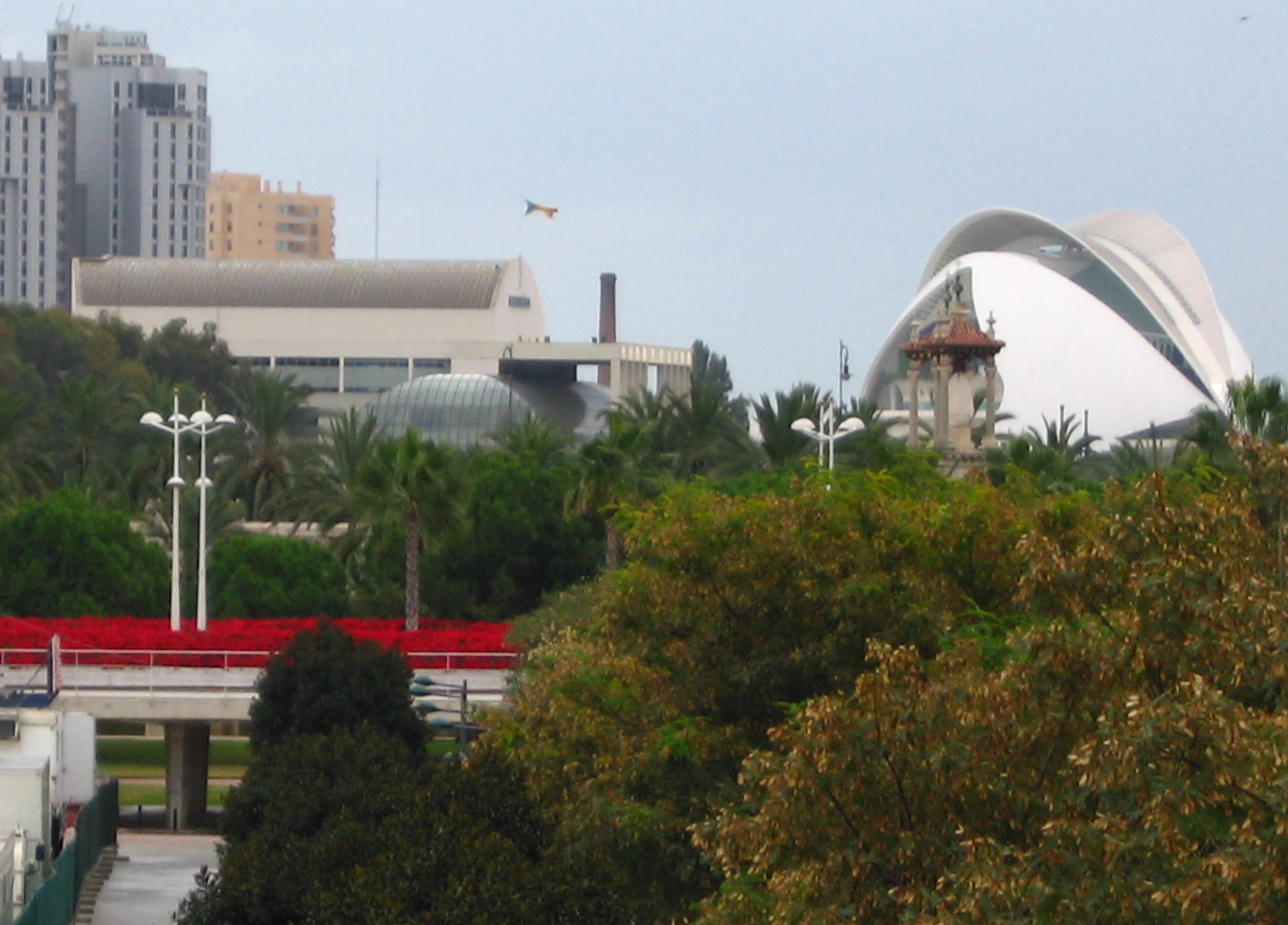
2007 - Valencia, Spanien
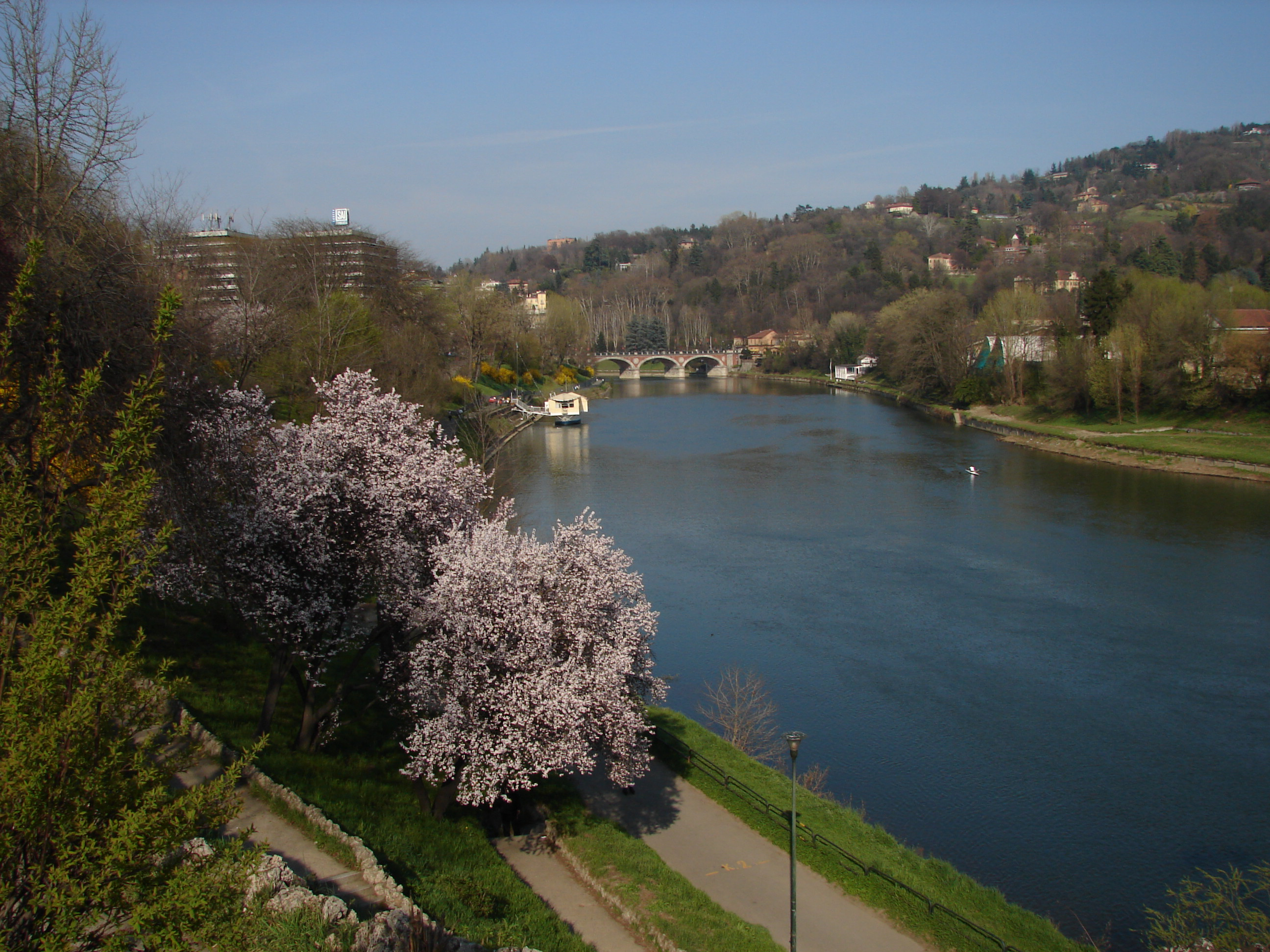
2008 - Turin, Italien
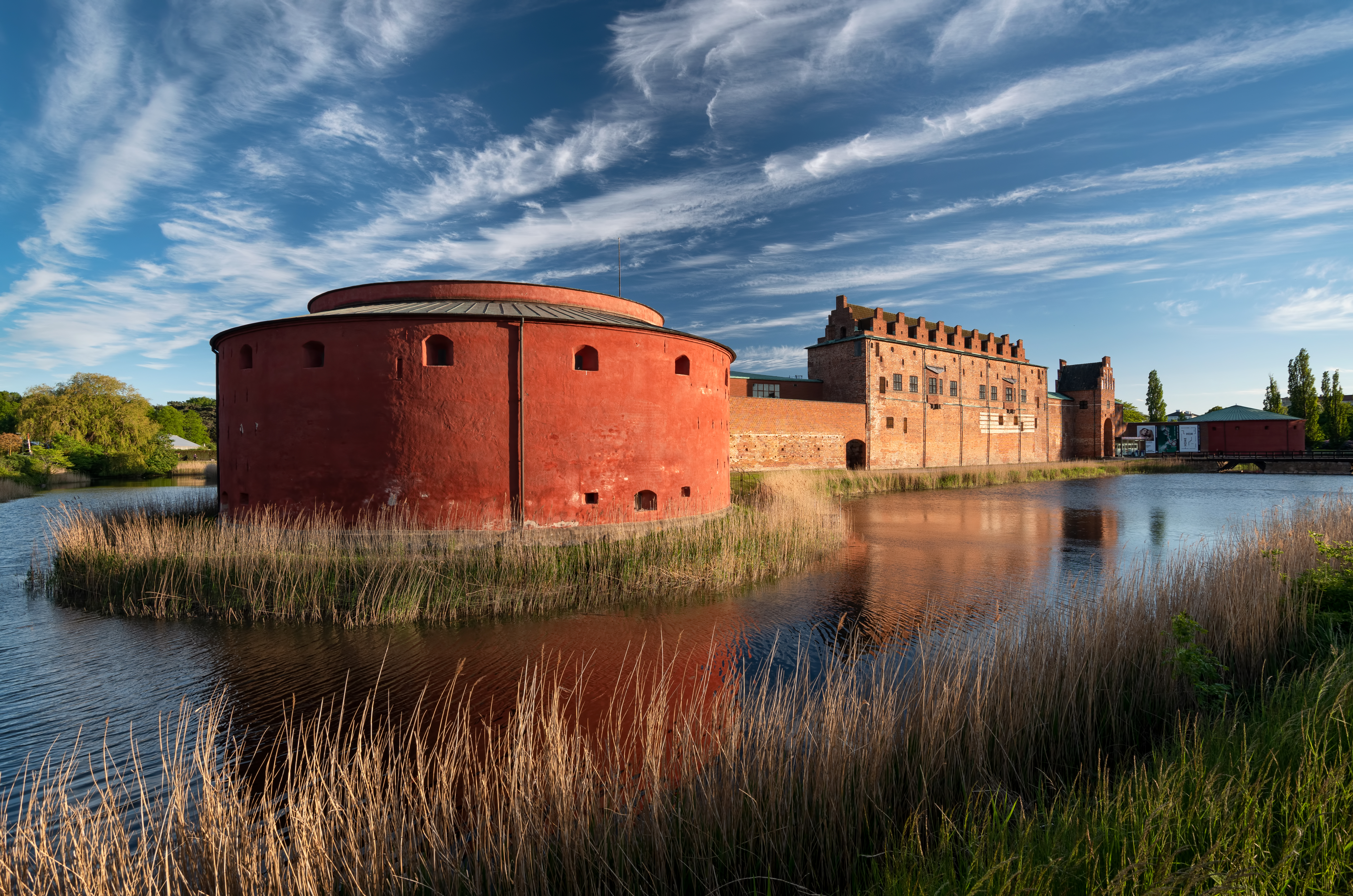
2009 - Malmö, Schweden
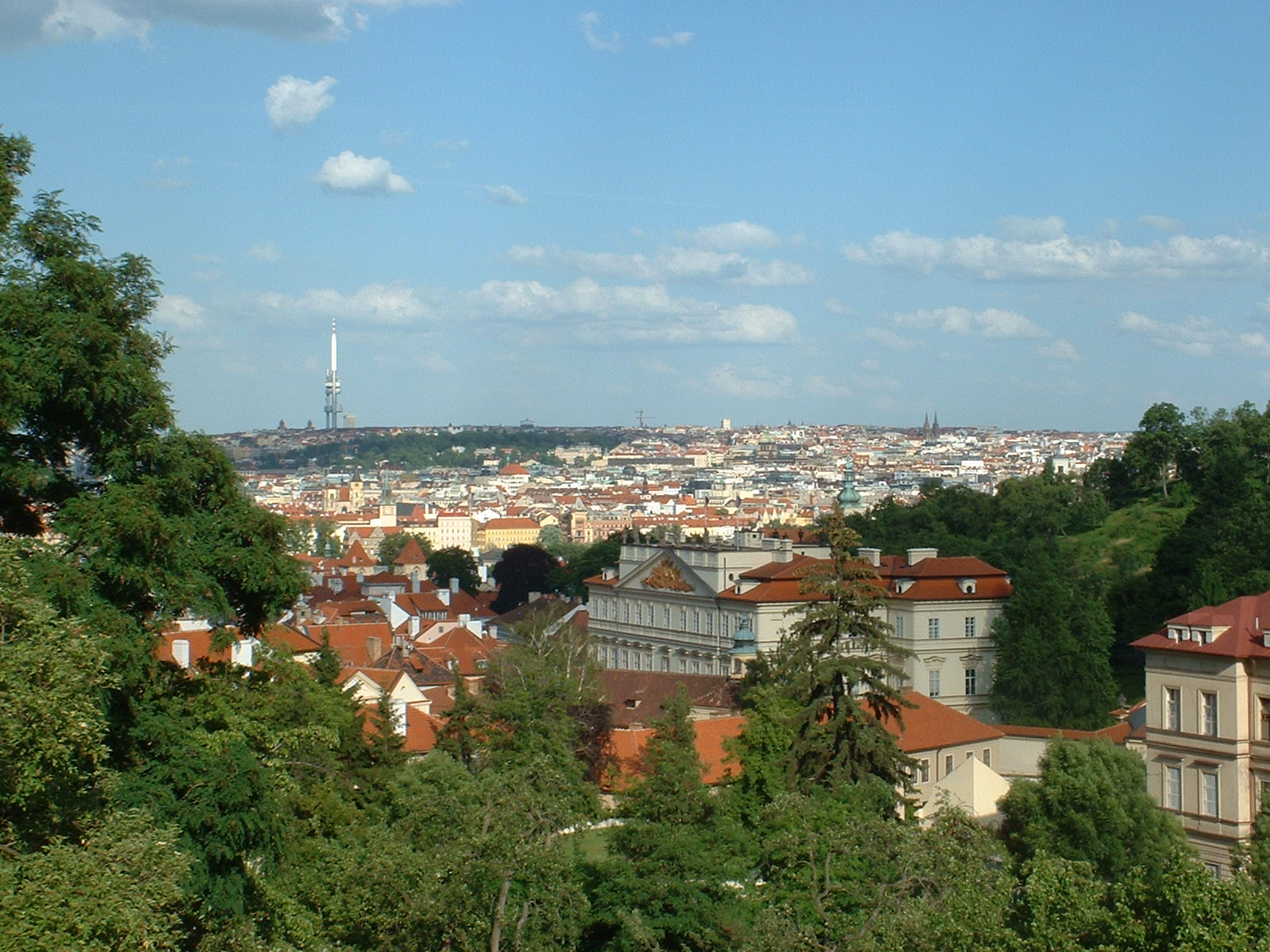
2010 - Prag, Tschechien
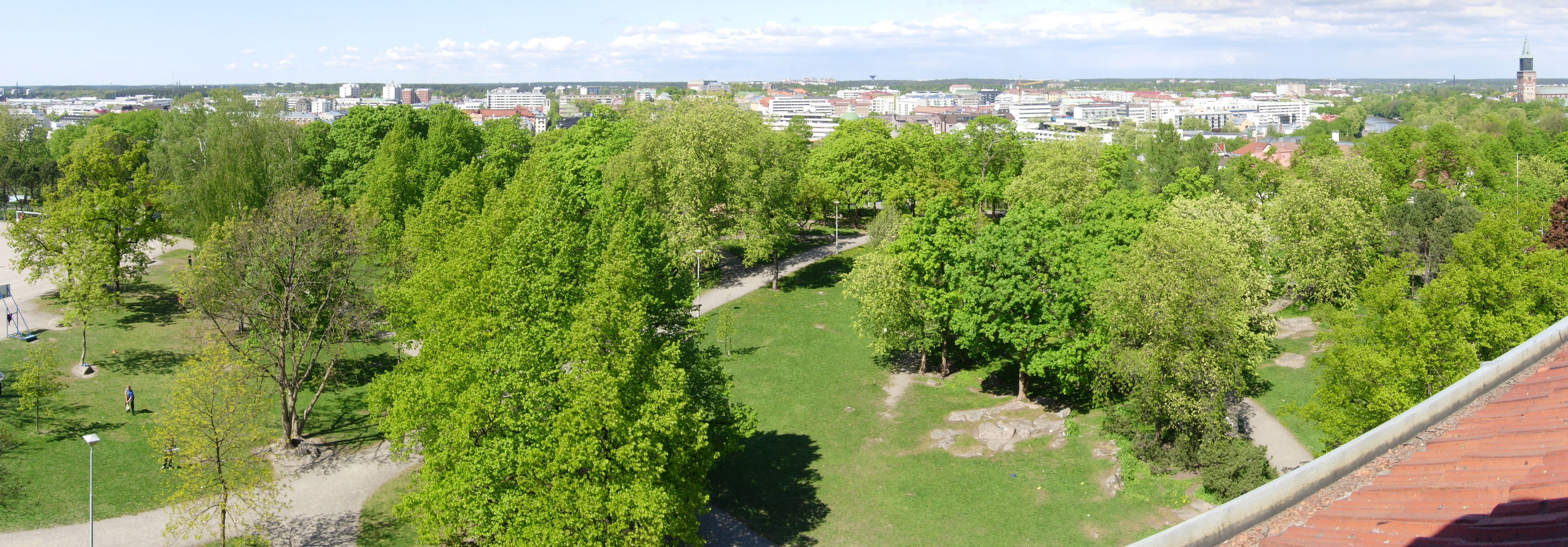
2011 - Turku, Finnland
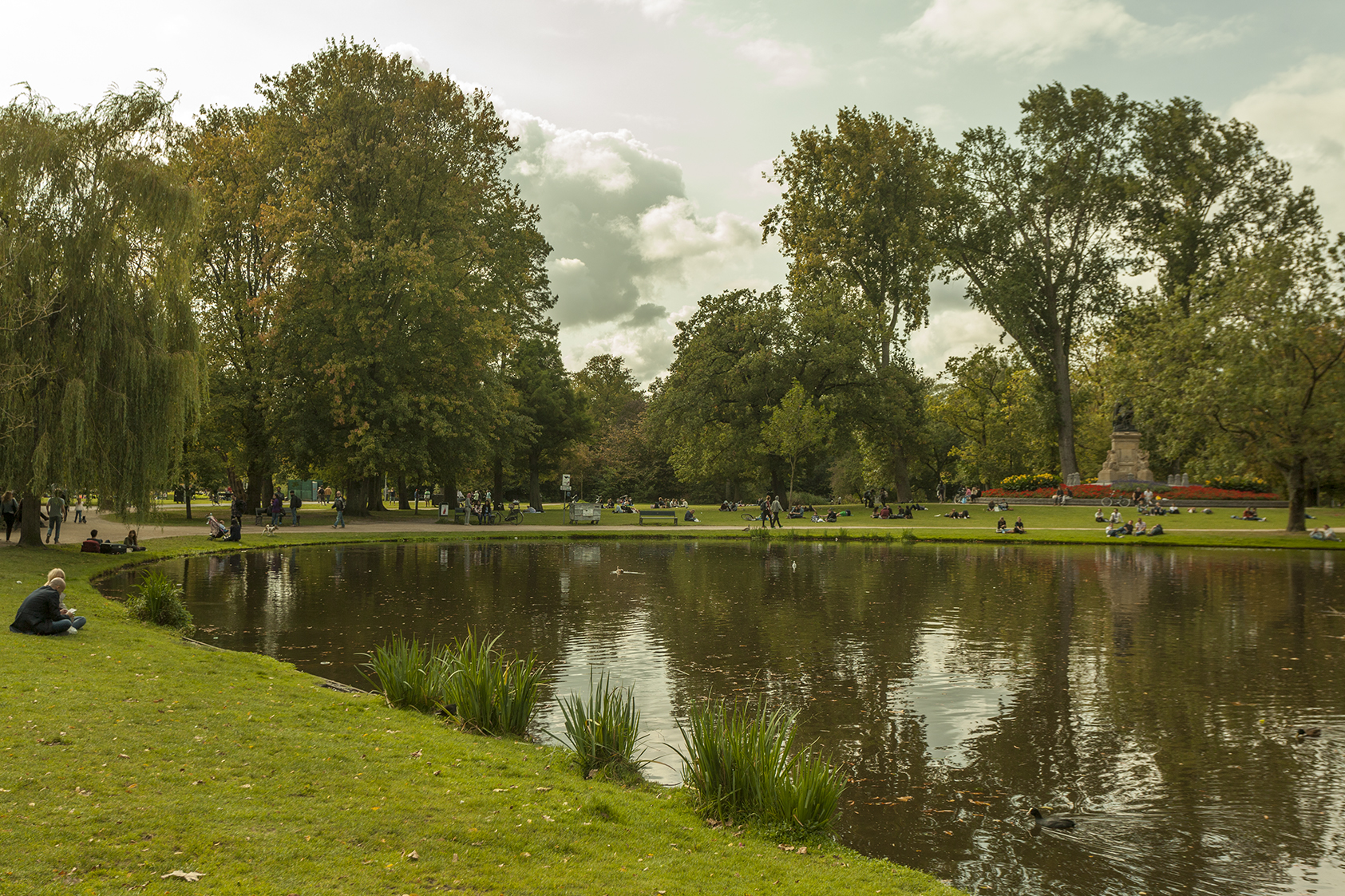
2012 - Amsterdam, Niederlande
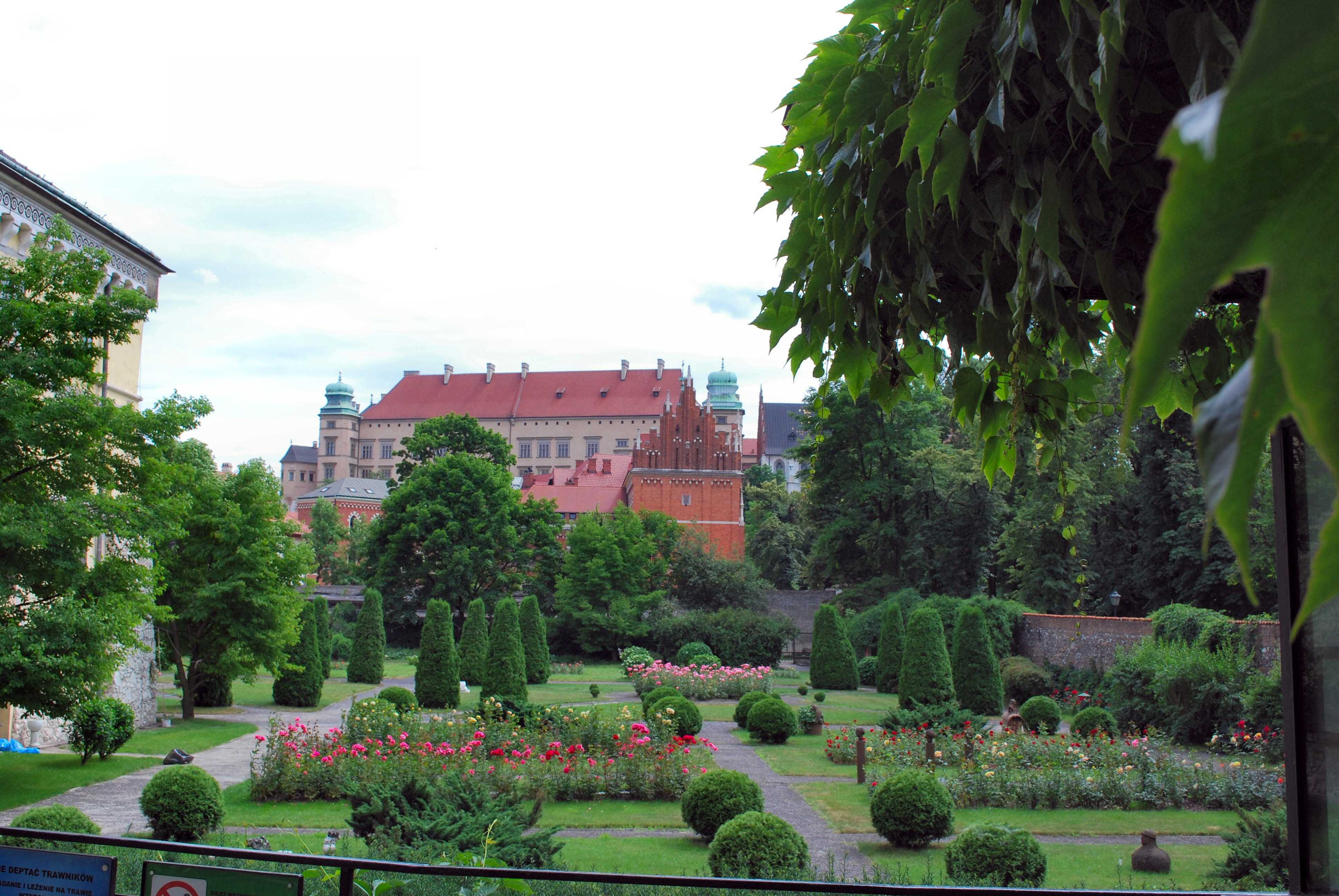
2013 - Krakau, Polen
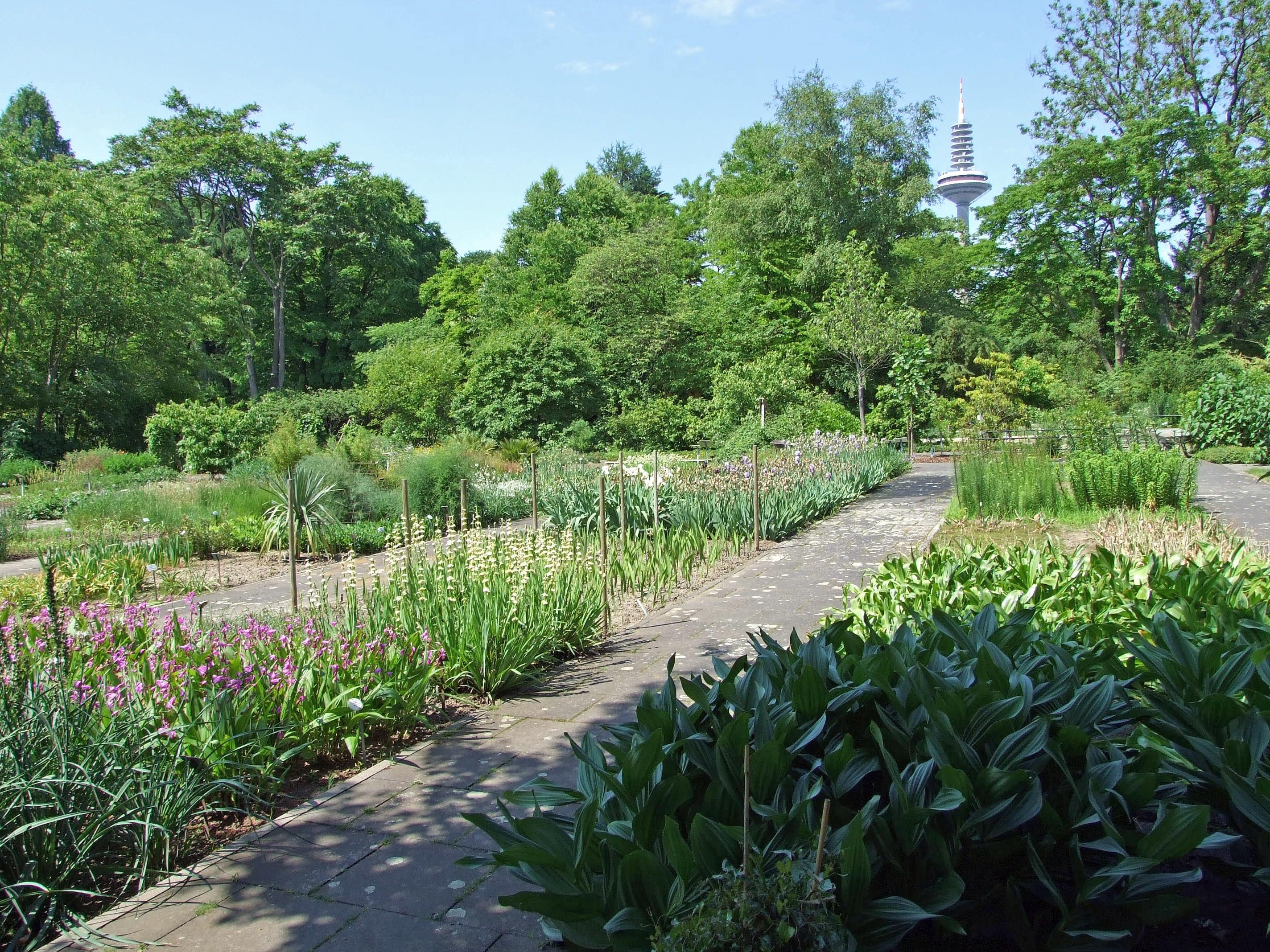
2014 - Frankfurt/M., Deutschland
2015 - Tallinn, Estland
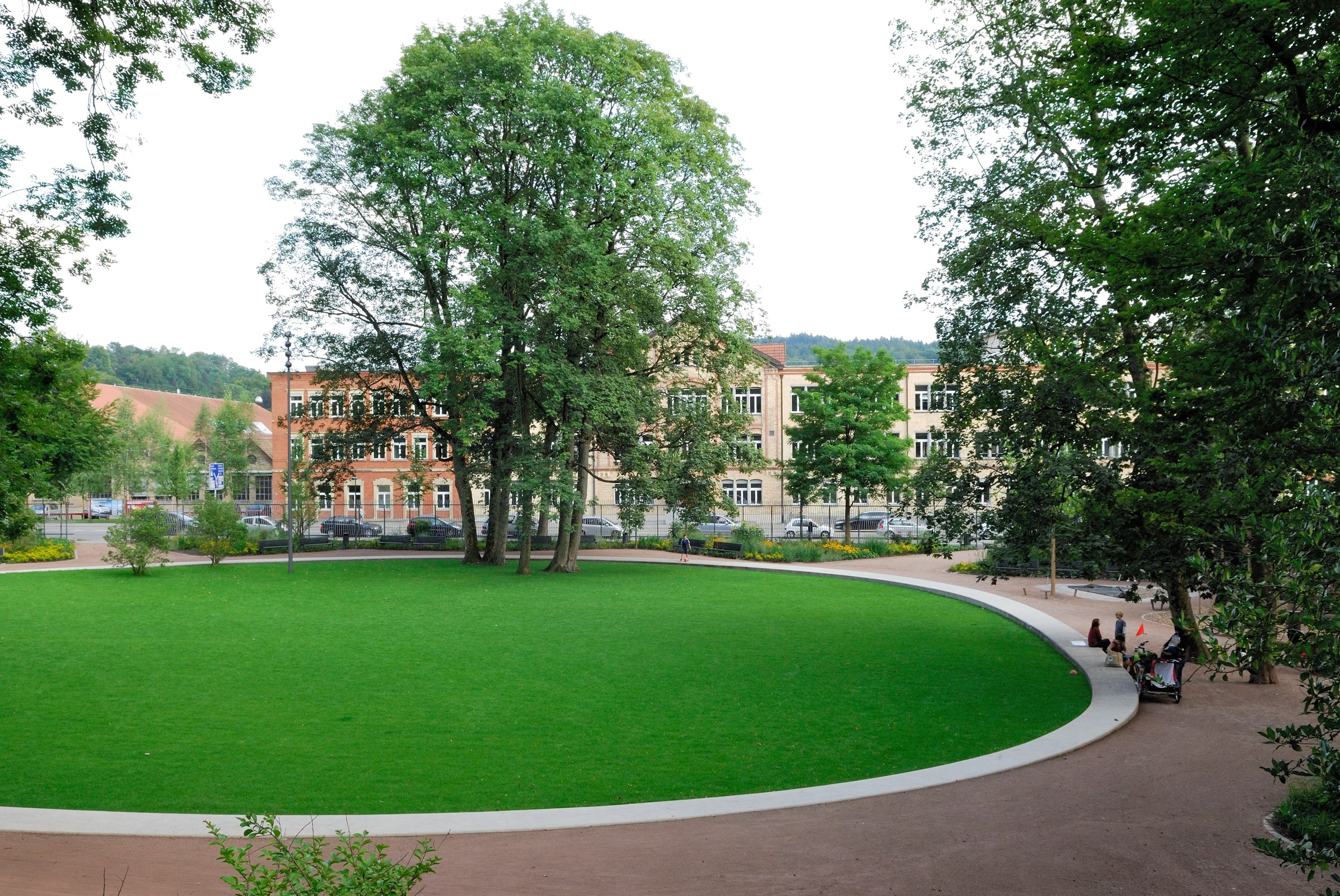
2016 - Winterthur, Schweiz
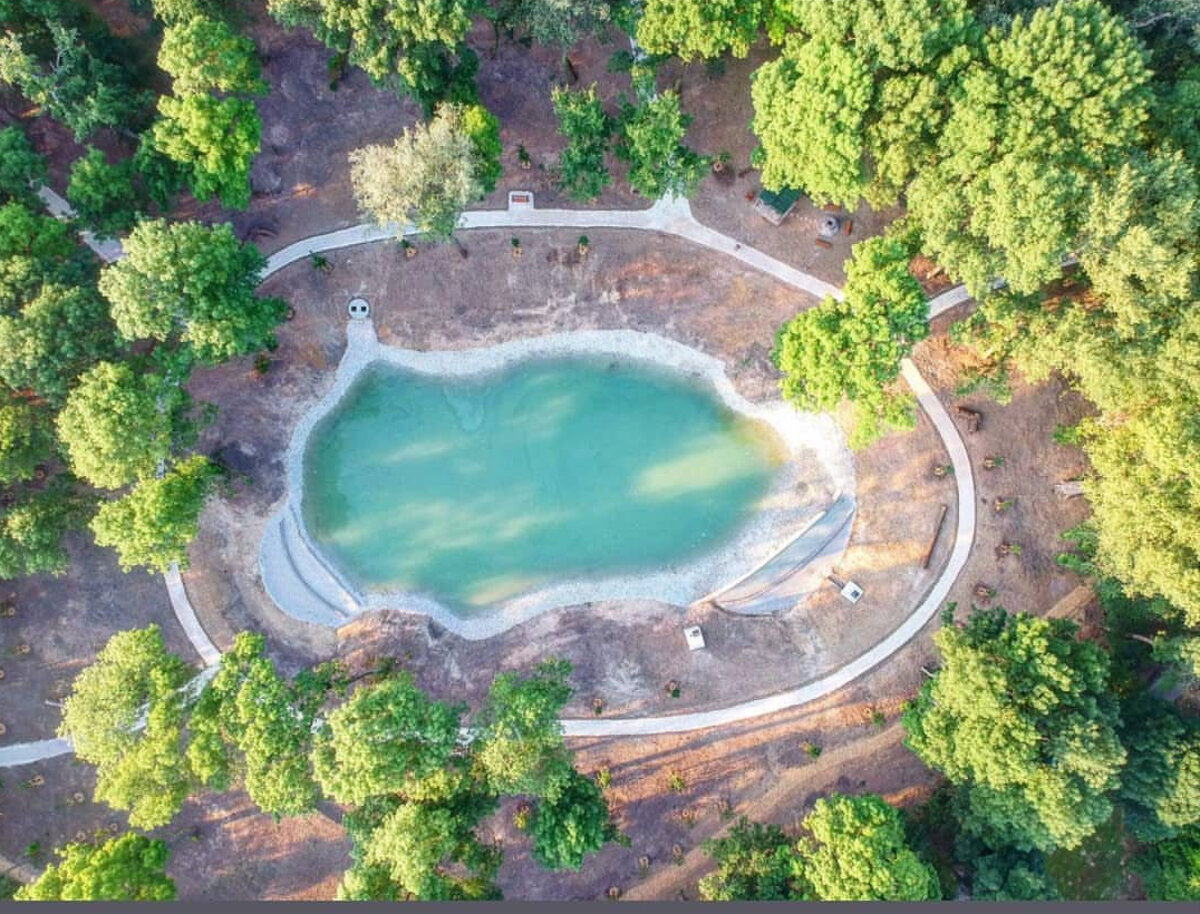
2017 - Trnava, Slowakei
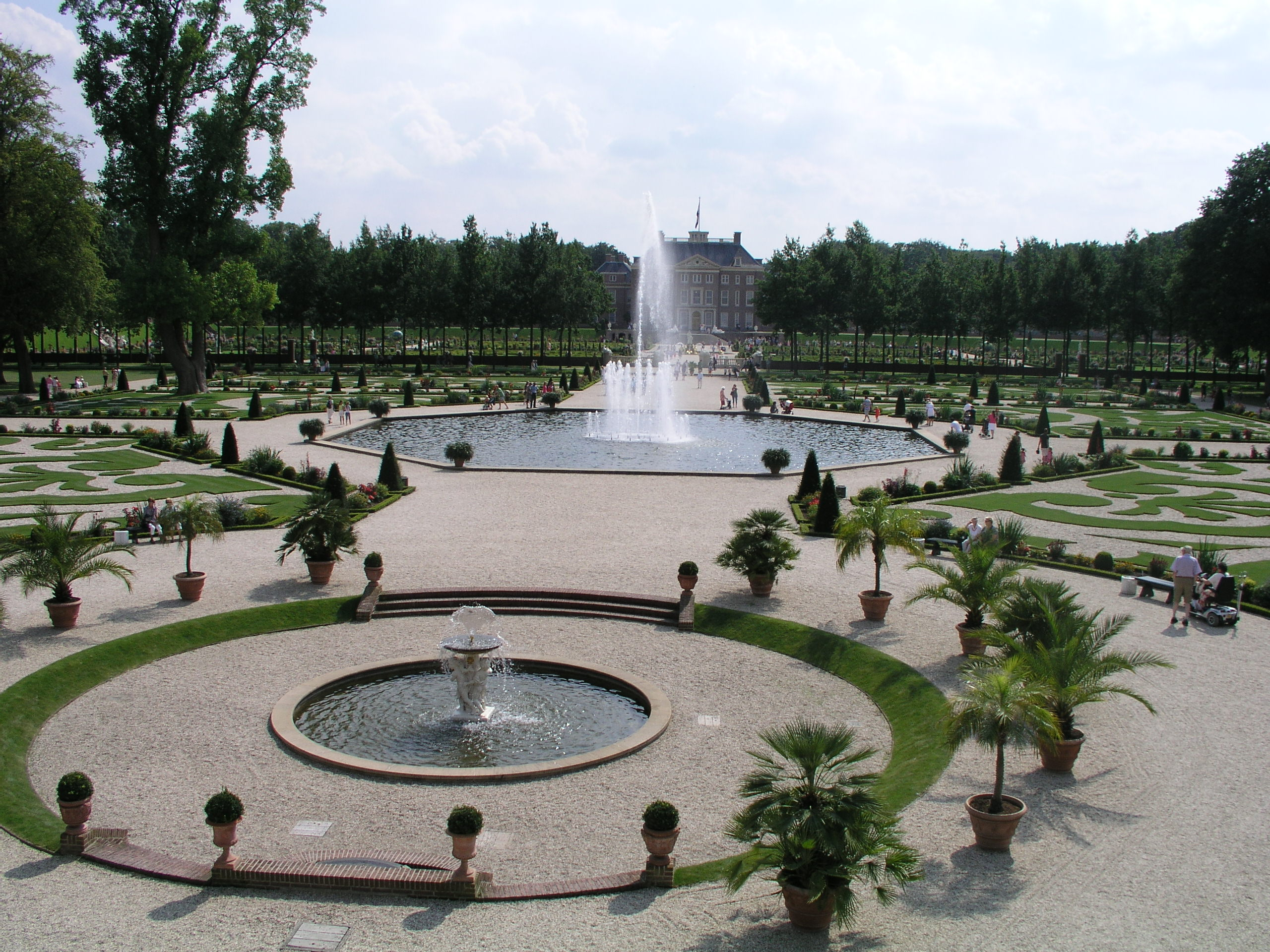
2018 - Apeldoorn, Niederlande
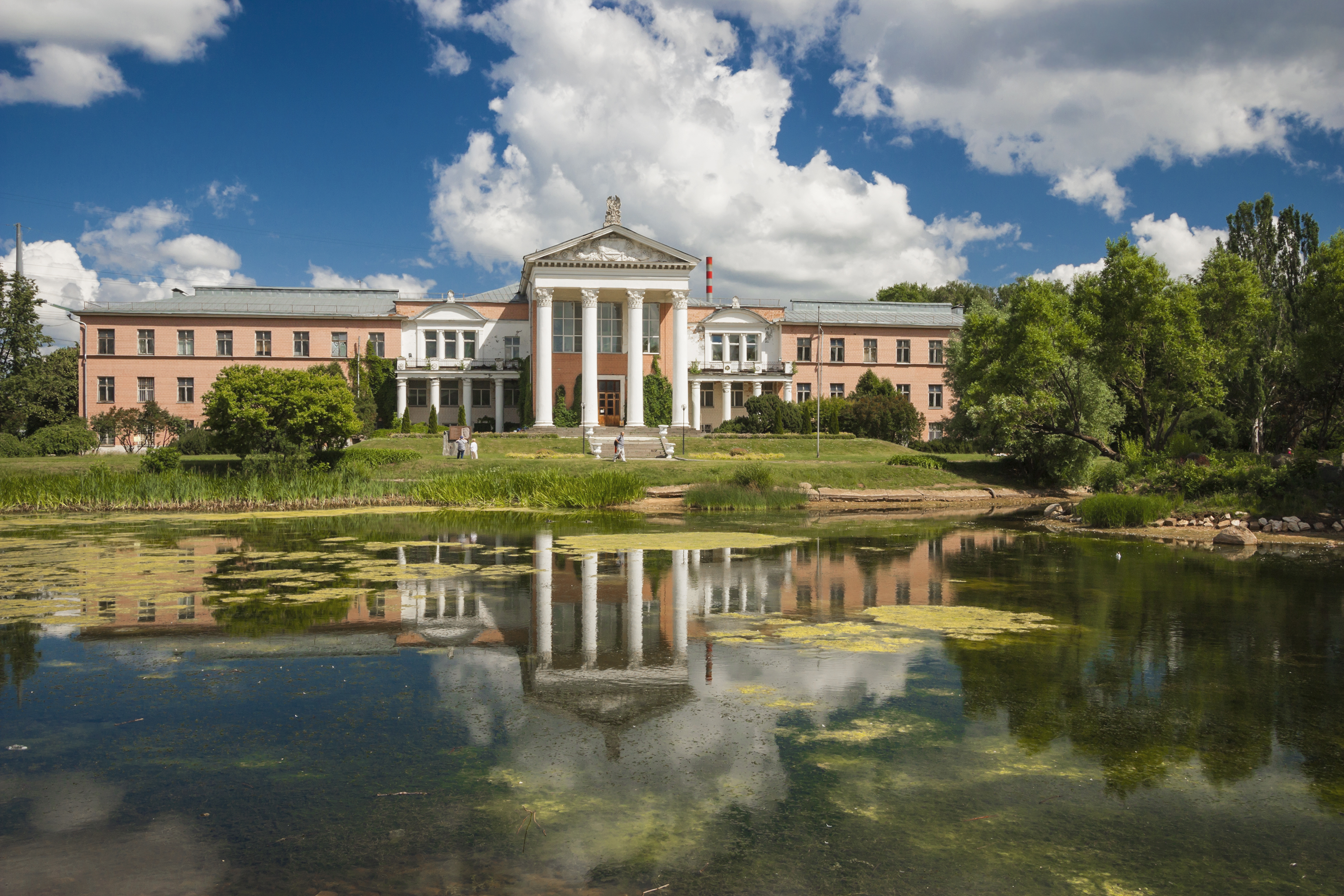
2019 - Moskau, Russland
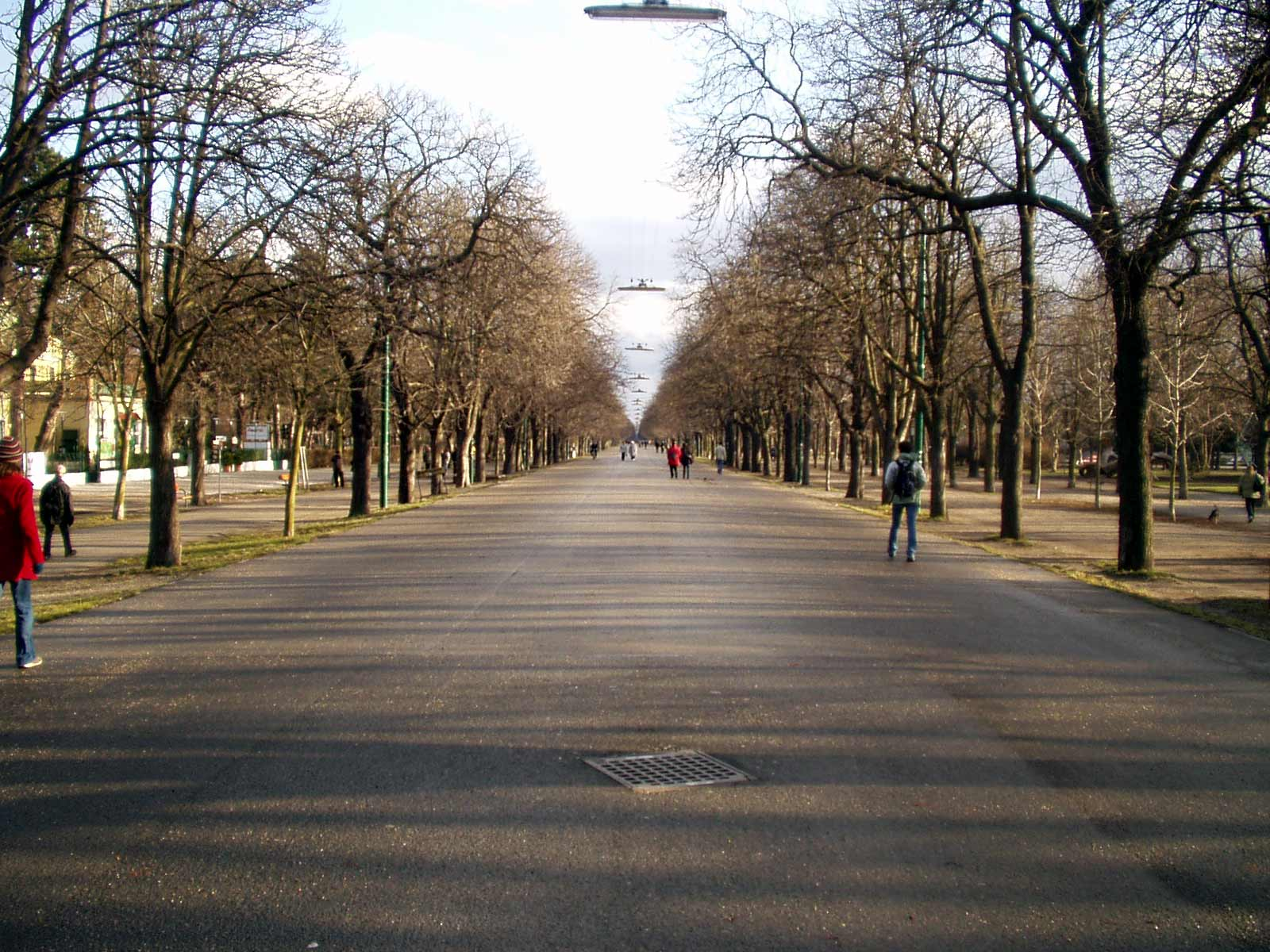
2021 - Wien, Österreich
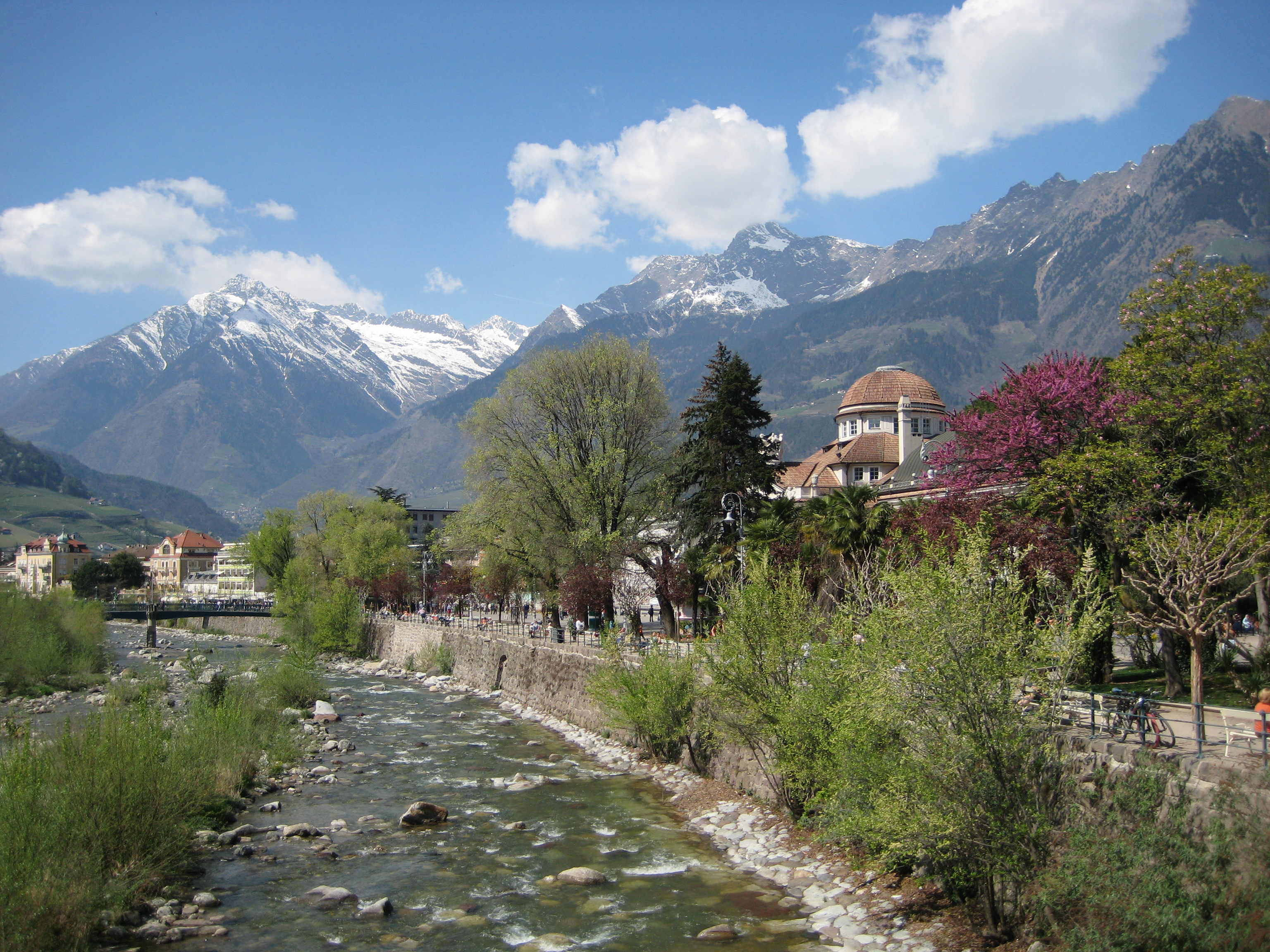
2022 - Meran, Italien
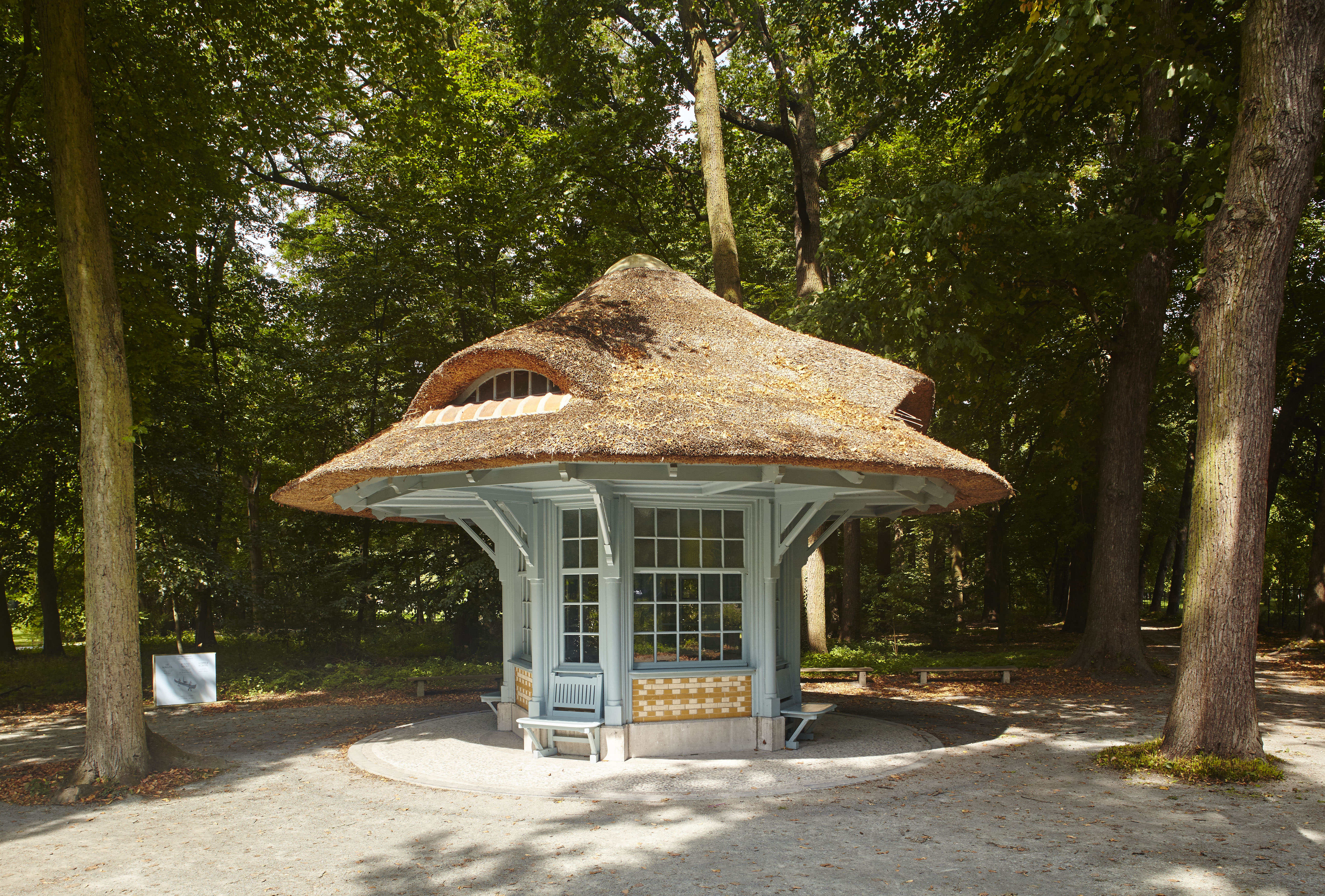
2023 - Antwerpen, Belgien
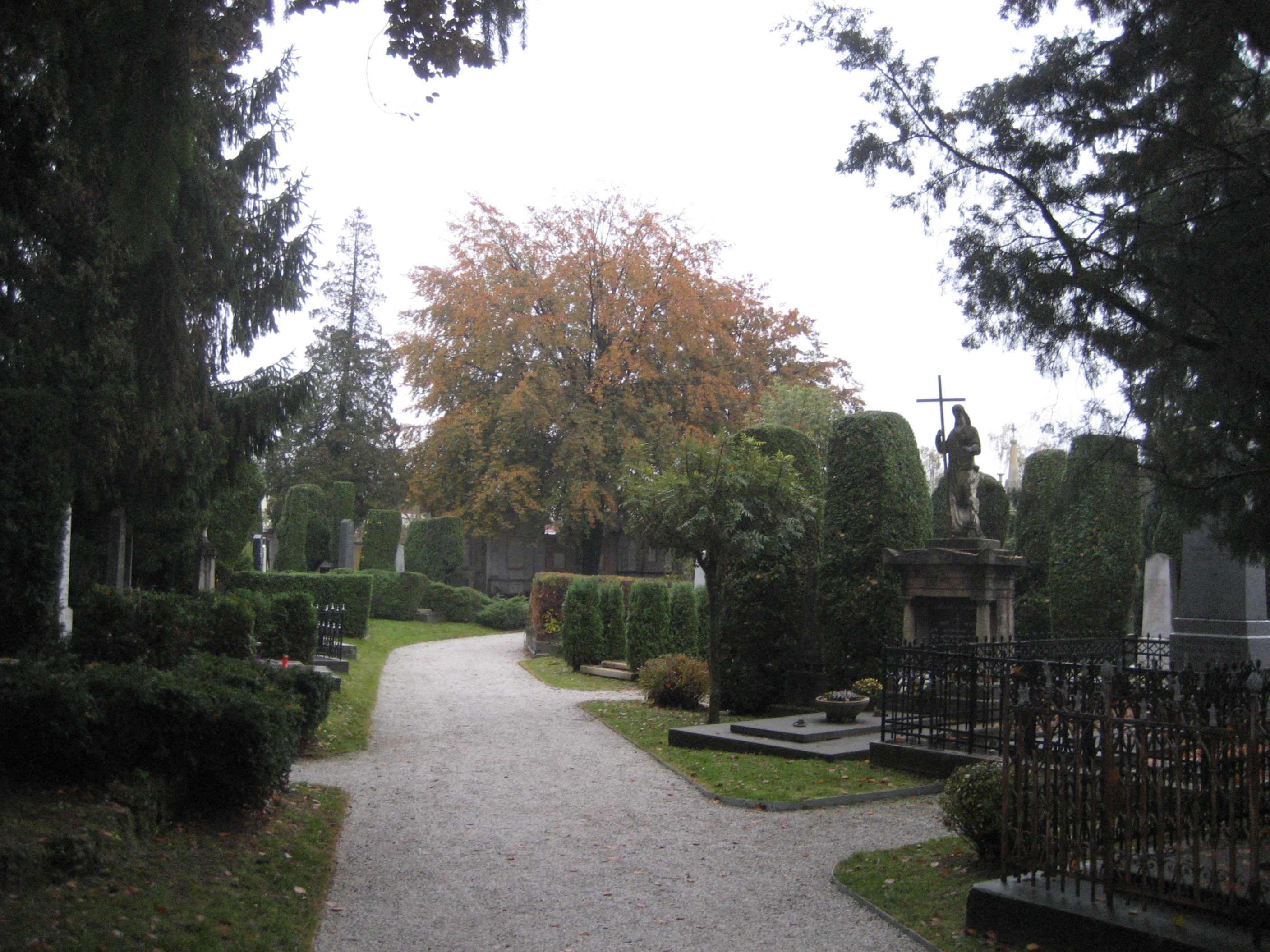
2024 - Varaždin, Kroatien